# Bisó

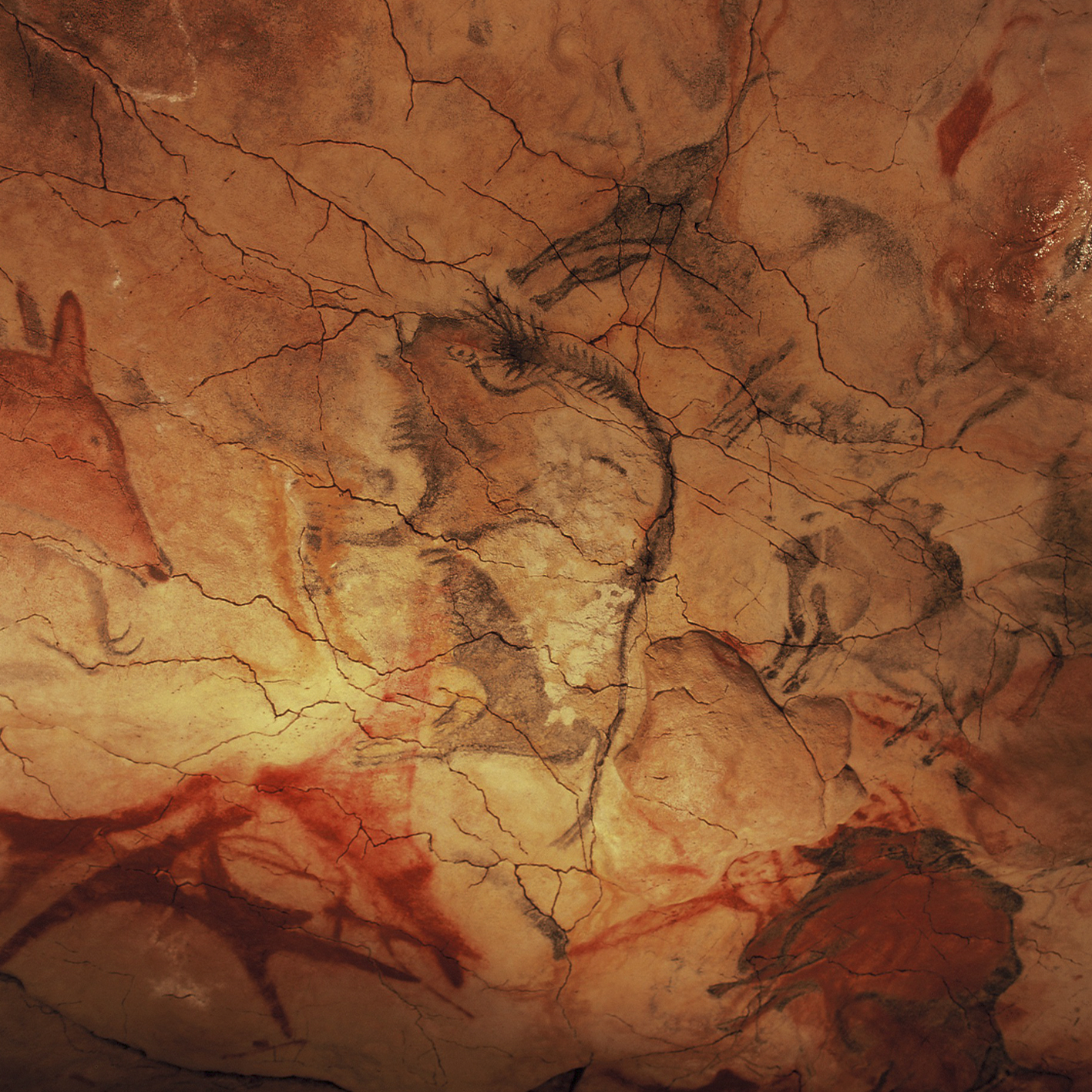
Bisons al sostre de la cova d'Altamira.

Els bisons (Bison) constitueixen un gènere d'ungulats que pertanyen a la família dels bòvids. Actualment es troben reduïts a dues espècies: el bisó americà (Bison bison) que viu preferentment en les grans planícies dels Estats Units i el Canadà i l'amenaçat bisó europeu (Bison bonasus), confinat a algunes àrees protegides d'Europa de l'Est.
El gènere més pròxim és Bos, amb el que pot arribar a generar híbrids en captivitat com el beefalo (Bison sp. × Bos taurus) i el yakalo (Bison bison × Bos grunniens). Les dues espècies del gènere Bison també poden creuar-se entre si, generant normalment individus fèrtils.
El gènere sembla tenir el seu origen al sud d'Àsia durant el Pliocè, on sorgiren una sèrie de formes gràcils de potes llargues, cap petit i gep poc pronunciat que després s'expandiren per la resta del continent i Europa. L'arribada de formes robustes similars a les actuals es produí a l'Àsia central durant les glaciacions del Plistocè, que al final d'aquesta època sortirien d'Euràsia per colonitzar Nord-amèrica. Els canvis climàtics posteriors acabaren per extingir els bisons a l'Àsia (amb l'excepció del Caucas, on sobrevisqué una subespècie endèmica fins a començaments del segle xx) i per individualitzar una espècie brostejadora i pròpia de boscos a Europa i una altra a Amèrica, la qual es divideix, al seu torn en dues subespècies diferents, una pasturadora a les planes (B. b. bison) i una altra d'hàbits forestals (B. b. athabascae).
Les qualitats físiques característiques del bisó li han permès obtenir certs avantatges, tal com quan es troba envoltat de neu i utilitza la seva voluminosa testa per moure-la i així trobar pastura o obrir pas. També és dels pocs animals, si no l'únic, que s'enfronta a les tempestes en lloc d'allunyar-se'n. Això li era molt favorable quan, en el passat, migrava llargues distàncies, però ara en estar confinat, el seu desplaçament és molt més limitat i aquesta actitud ha perdut vàlua de supervivència per a l'espècie. Els depredadors del bisó sol ser els llops i els ossos bruns, i quant son cries solen ser els coiots i els ossos negres americans.

## Taxonomia

### Fòssils
- Bison antiquus
- Bison degiulii
- Bison latifrons
- Bison menneri
- Bison occidentalis
- Bison priscus
- Bison schoetensacki
- Bison voigdtedtensis

### Actuals
- Bisó americà

Bison bison athabascae
Bison bison bison
- Bisó europeu

Bison bonasus borasus
Bison bonasus caucasicus (extint, 1930)
Bison bonasus hungarorum (extint, 1790)